# Municipio de Anderson (condado de Phelps)
El municipio de Anderson (en inglés: Anderson Township) es un municipio ubicado en el condado de Phelps en el estado estadounidense de Nebraska. En el año 2010 tenía una población de 139 habitantes y una densidad poblacional de 1,36 personas por km².

## Geografía
El municipio de Anderson se encuentra ubicado en las coordenadas 40°34′34″N 99°14′46″O / 40.57611, -99.24611. Según la Oficina del Censo de los Estados Unidos, el municipio tiene una superficie total de 101.94 km², de la cual 101,87 km² corresponden a tierra firme y (0,06 %) 0,06 km² es agua.

## Demografía
Según el censo de 2010, había 139 personas residiendo en el municipio de Anderson. La densidad de población era de 1,36 hab./km². De los 139 habitantes, el municipio de Anderson estaba compuesto por el 99,28 % blancos y el 0,72 % eran de una mezcla de razas. Del total de la población el 0,72 % eran hispanos o latinos de cualquier raza.